# بوگدان کوبولوف
بوگدان زاکاری کوبولوف (ارمنی: Բոգդան Զաքարի Քոբուլով؛ روسی: Богда́н Заха́рович Кобу́лов؛ ۱ مارس ۱۹۰۴ – ۲۳ دسامبر ۱۹۵۳) سیاستمدار و دیپلمات ارمنی‌تبار اهل اتحاد شوروی بود. وی به عنوان یک عضو ارشد دستگاه‌های امنیتی و پلیسی اتحاد شوروی در دوره حکمرانی ژوزف استالین خدمت نمود پس از مرگ استالین وی همراه با رئیس و حامی‌اش لاورنتی بریا اعدام شد.

## زندگی‌نامه
وی در ۱ مارس ۱۹۰۴ در تفلیس به دنیا آمد و از فارغ‌التحصیل گشت. وی همچنین برنده جوایزی همچون نشان کوتوزوف، نشان پرچم سرخ کار، نشان لنین، و نشان پرچم سرخ شد. وی در ۲۳ دسامبر ۱۹۵۳ در سن ۴۹ سالگی در مسکو اعدام شد.